# Liste der Ständigen Vertreter Dänemarks bei der NATO
Liste der ständigen Vertreter Dänemarks bei der Organisation des Nordatlantikvertrags (NATO) in Brüssel.

## Ständige Vertreter
- 1952–1954: Vinoens Steensen-Leth
- 1956–1961: Mathias Aagaard Wassard
- 1961–1966: Erik Schram-Nielsen
- 1966–1973: Hennig Hjorth-Nielsen
- 1973–1983: Anker Svart
- 1983–1988: Otto Rose Borch
- 1988–1995: Ole Bierring
- 1995–1999: Gunnar Riberholdt
- 1999–2003: Niels Egelund
- 2003–2010:
- 2010–2014: Carsten Søndergaard